# Mehrfamilienhaus Abendrothstraße 6
Das Mehrfamilienhaus Abendrothstraße 6, Ecke Delftstraße, in der niedersächsischen Kreisstadt Cuxhaven im Landkreis Cuxhaven stammt vom Ende des ersten Drittels des 20. Jahrhunderts. Aktuell (2024) wird es als Wohnhaus genutzt.
Das Gebäude steht unter Denkmalschutz (siehe auch Liste der Baudenkmale in Cuxhaven).

## Geschichte und Beschreibung
An der Delftstraße und der Einmündung zur Abendrothstraße entstand zwischen 1928 und 1930 eine Siedlung als geschlossene Blockrandbebauung mit drei- bis viergeschossigen und einigen zweigeschossigen Wohnhäusern, entworfen von P. H. Noris für die 1920 gegründete Gemeinnützige Siedlungsgenossenschaft Cuxhaven. Die Abendrothstraße wurde nach dem Ritzebütteler Amtmann Amandus Augustus Abendroth benannt.
Das viergeschossige traufständige verklinkerte massive Eckgebäude auf Keller mit Flachdach wurde 1928/30 nach Plänen des Architekten Noris für die Gemeinnützige Siedlungsgenossenschaft als Abschluss der nordöstlichen Zeile der Delftstraße gebaut. Gestaltet wurde das Haus durch ein horizontales Gesims zwischen den drei unteren und dem Dachgeschoss, dem Traufgesims sowie durch die horizontal vortretenden Steineinfassungen seitlich der Fenster.
Das Landesdenkmalamt befand u. a.: „Architekt sämtlicher Bauten war P. H. Noris, mit leichten Variationen“.
In der Gruppe stehen das denkmalgeschützte Mehrfamilienhaus Abendrothstraße 8 sowie die Wohnhäuser Delftstraße 1 bis 13.
Der Architekt Noris plante u. a. auch das Haus Olfers Eck, Delftstraße 15–19.